# Celestina Milani
Celestina Milani (Milano, 4 ottobre 1933 – Milano, 19 gennaio 2016) è stata una glottologa italiana, pioniera dello studio del greco del II millennio a.C. in Italia.

## Biografia
Conseguita la maturità classica al liceo Manzoni di Milano, si iscrisse alla facoltà di Lettere e Filosofia all'università Cattolica del Sacro Cuore di Milano, frequentando i corsi di insigni docenti quali Aristide Calderini, Ezio Franceschini, Giuseppe Lazzati, Orsolina Montevecchi, Agostino Pertusi, Giuseppina Borsani Scalabrino e Giancarlo Bolognesi. Si laureò quindi nel 1956 con una tesi intitolata Contributi linguistici all'interpretazione dei testi micenei in Lineare B. La tesi, una delle prime se non la prima al mondo sull'argomento, era basata sugli studi di Michael Ventris e John Chadwick; Celestina Milani scrisse appositamente proprio a quest'ultimo. Inoltre la dissertazione ottenne anche il Premio Marzotto per l'originalità e il rigore scientifico. La studiosa avrebbe poi incentrato sul miceneo anche la sua tesi di perfezionamento.
Iniziò la sua carriera da insegnante nell'ateneo di largo Gemelli e in alcuni licei classici di tutta Italia, fra i quali quelli di Vasto, Novi Ligure e Milano, passando successivamente per varie università come quelle di Messina, Udine, Parma, Chieti e Verona, fino a subentrare a Bolognesi nella cattedra di glottologia dell'università Cattolica nel 1995. Fu anche docente di sociologia e letteratura italiana all'università di Sheffield e di letteratura latina a quella di Debrecen. Oltre a insegnare, strinse proficui e costanti rapporti con studiosi di altissimo livello, fra i quali Vittore Pisani, John Chadwick, Luigi Heilmann, Carlo Gallavotti, Piero Meriggi, Francisco Rodríguez Adrados, Antonin Bartoněk, Michael Lejeune, Louis Godart, Anna Sacconi, Anna Morpurgo Davies, Yves Duhoux, Roberto Gusmani e Maria Luisa Porzio Gernia.
Pubblicò in Italia e all'estero lavori trattanti temi di linguistica storica e comparativa, con particolare riguardo al greco miceneo, alle lingue classiche e a quelle germaniche. Svolse ricerche sulla lingua degli emigrati italiani in Canada, USA, Regno Unito e Germania. Si occupò anche del rapporto tra lingua e cultura nelle comunità di italiani all'estero e degli immigrati stranieri in Italia; proprio per questi ultimi studi, ottenne il Premio Milano Donna 2009, in qualità di donna che ha contribuito alla comprensione e alla condivisione tra popoli diversi.